# São Lourenço de Selho
São Lourenço de Selho ist ein Ort und eine ehemalige Gemeinde (Freguesia) im Norden Portugals.
São Lourenço de Selho gehört zum Kreis und zur Stadt Guimarães im Distrikt Braga. Die Gemeinde hatte eine Fläche von 2 km² und 1783 Einwohner (Stand 30. Juni 2011).
Am 29. September 2013 wurden die Gemeinden Selho (São Lourenço) und Gominhães zur neuen Gemeinde União das Freguesias de Selho São Lourenço e Gominhães zusammengeschlossen.